# 御木本真珠岛

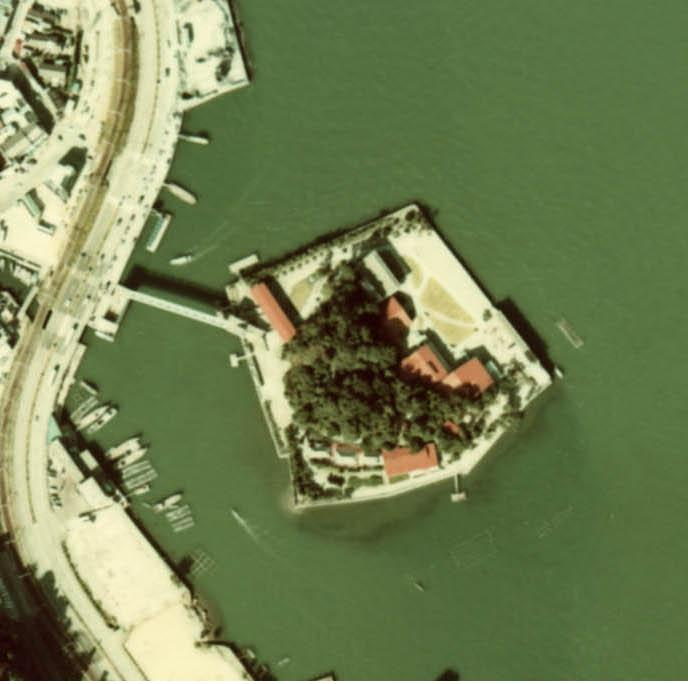
御木本真珠岛

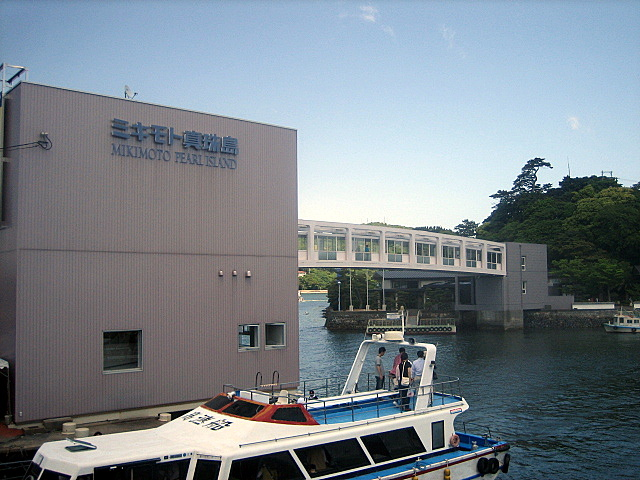
珍珠桥

御木本真珠岛(日语：ミキモト真珠島)是一座位于三重县鸟羽市伊势湾的小岛。

## 历史
最初称为“相岛”，1893年御木本创始人御木本幸吉在此成功养殖人工珍珠，1951年3月12日该岛被御木本幸吉以500万日元价格重新买回，改名为御木本真珠岛，1953年建立御木本幸吉雕像，1958年御木本幸吉纪念馆开建，1975年英国女王伊丽莎白二世曾前来参观，1985年真珠博物馆开馆，1993年御木本幸吉纪念馆开馆。2011年东日本大地震曾一度导致游客数量减少。

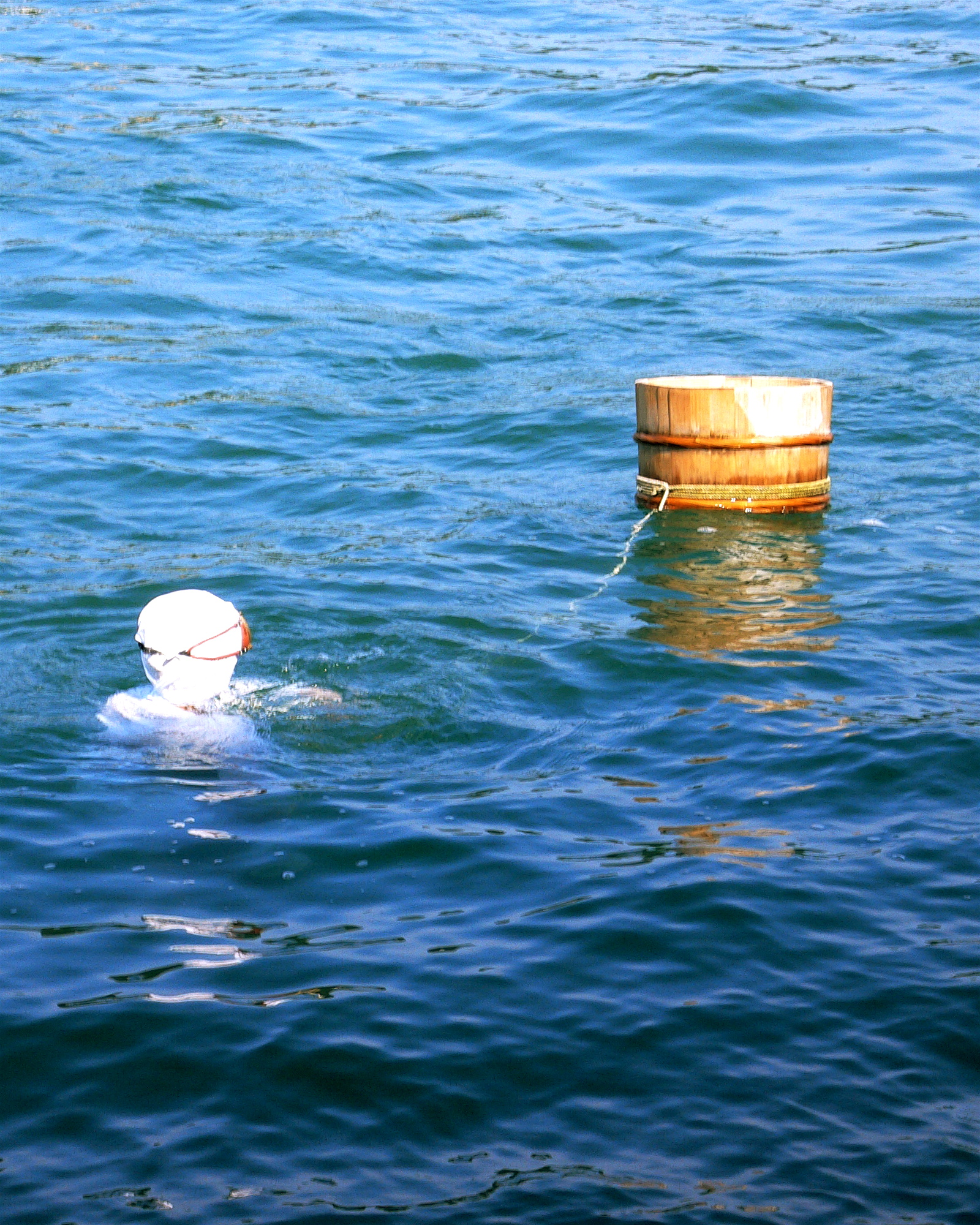
海女实景展示捕捞珍珠

## 交通
步行五分钟可以到达鸟羽站，旁边还有鸟羽水族馆。